# Dimitrie Brătianu
Dimitrie Brătianu (1818-1912) fue un político y escritor rumano. Nació en Argeş, y fue primer ministro de Rumania durante un breve período de tiempo: desde el 10 de abril hasta el 21 de junio de 1881, sucediendo a su hermano Ion, el cual le derrocaría en tan sólo dos meses.
Aparte de su labor política, fue uno de los intelectuales de la época, fundando diferentes asociaciones como la "Societăţii pentru Învăţătura Poporului Român" (1839) o la "Asociaţiei Literare a României" (1845).
| Predecesor: Ion Brătianu | Presidente del Consejo de Ministros de Rumania 1881 | Sucesor: Ion Brătianu |